# Alex Gregory
Alexander John (Alex) Gregory (Cheltenham, 11 maart 1984) is een Brits roeier. Gregory maakte met een vijftiende plaats in de dubbel-vier tijdens de wereldkampioenschappen roeien 2007 zijn debuut. Twee jaar later veroverde Gregory de wereldtitel in de vier-zonder-stuurman tijdens de wereldkampioenschappen roeien 2009. Twee jaar later heroverde Gregory deze wereldtitel. Bij Gregory zijn Olympisch debuut tijdens de Olympische Zomerspelen 2012 en won toen de gouden medaille in de vier-zonder-stuurman. Bij de wereldkampioenschappen roeien 2013 prolongeerde Gregory de wereldtitel in de vier-zonder-stuurman. Bij de wereldkampioenschappen roeien 2014 won Gregory opnieuw de wereldtitel in de vier-zonder-stuurman. Een jaar later nam Gregory deel in de acht en won toen de gouden medaille tijdens de wereldkampioenschappen roeien 2015. Bij Gregorys zijn tweede Olympische deelname prolongeerde hij zijn titel in de vier-zonder-stuurman.

## Resultaten
- Wereldkampioenschappen roeien 2007 in München 15e in de dubbel-vier
- Wereldkampioenschappen roeien 2009 in Poznań  in de vier-zonder-stuurman
- Wereldkampioenschappen roeien 2010 in Cambridge 4e in de vier-zonder-stuurman
- Wereldkampioenschappen roeien 2011 in Bled  in de vier-zonder-stuurman
- Olympische Zomerspelen 2012 in Londen  in de vier-zonder-stuurman
- Wereldkampioenschappen roeien 2013 in Chungju  in de vier-zonder-stuurman
- Wereldkampioenschappen roeien 2014 in Amsterdam  in de vier-zonder-stuurman
- Wereldkampioenschappen roeien 2015 in Aiguebelette-le-Lac  in de acht
- Olympische Zomerspelen 2016 in Rio de Janeiro  in de vier-zonder-stuurman

1904: Arthur Stockhoff & August Erker & Albert Nasse & George Dietz ·
1908: Robert Cudmore & James Angus Gillan & Duncan Mackinnon & Robert Somers-Smith ·
1924: Charles Eley & James MacNabb & Robert Morrison & Terence Sanders ·
1928: John Lander & Michael Warriner & Richard Beesly & Edward Bevan ·
1932: John Badcock & Hugh Edwards & Jack Beresford & Rowland George ·
1936: Rudolf Eckstein & Anton Rom & Martin Karl & Wilhelm Menne ·
1948: Giuseppe Moioli & Elio Morille & Giovanni Invernizzi & Franco Faggi ·
1952: Duje Bonačić & Velimir Valenta & Mate Trojanović & Petar Šegvić ·
1956: Archibald MacKinnon & Walter D'Hondt & Lorne Loomer & Donald Arnold ·
1960: Arthur Ayrault & Ted Nash & John Sayre & Richard Wailes ·
1964: John Ørsted Hansen & Bjørn Hasløv & Erik Petersen & Kurt Helmudt ·
1968: Frank Forberger & Frank Rühle & Dieter Grahn & Dieter Schubert ·
1972: Frank Forberger & Frank Rühle & Dieter Grahn & Dieter Schubert ·
1976: Siegfried Brietzke & Andreas Decker & Stefan Semmler & Wolfgang Mager ·
1980: [[Jürgen Thiele] & Andreas Decker & Stefan Semmler] & Siegfried Brietzke ·
1984: Les O'Connell & Shane O'Brien & Conrad Robertson & Keith Trask ·
1988: Roland Schröder & Thomas Greiner & Ralf Brudel & Olaf Förster ·
1992: Andrew Cooper & Nick Green & Mike McKay & James Tomkins ·
1996: Nick Green & Drew Ginn & James Tomkins & Mike McKay ·
2000: James Cracknell & Steve Redgrave & Tim Foster & Matthew Pinsent ·
2004: Steve Williams & James Cracknell & Ed Coode & Matthew Pinsent ·
2008: Tom James & Pete Reed & Andrew Triggs-Hodge & Steve Williams ·
2012: Alex Gregory & Pete Reed & Tom James & Andrew Triggs-Hodge ·
2016: Alex Gregory & Constantine Louloudis & George Nash & Mohamed Sbihi ·
2020: Alexander Purnell & Spencer Turrin  & Jack Hargreaves  & Alexander Hill ·
2024: Nick Mead & Justin Best & Michael Grady & Liam Corrigan
- Virtual International Authority File: 4183157040170267040004